# Fiera di Primiero
Fiera di Primiero är en ort och frazione i kommunen Primiero San Martino di Castrozza i provinsen Trento i regionen Trentino-Sydtyrolen i Italien. 
Fiera di Primiero upphörde som kommun den 1 januari 2016 och bildade med de tidigare kommunerna Siror, Tonadico och Transacqua den nya kommunen Primiero San Martino di Castrozza. Den tidigare kommunen hade 471 invånare (2015).